# 88-öresrevyn
88-öresrevyn är en revy av Hasseåtage, även känd som duons minsta revy. Den bestod bara av duon själv och pianisten Gunnar Svensson och spelades på restaurangen Skeppet i Värtahamnen i Stockholm från april 1970 och året ut och sedan på turné från januari 1971. Scenen var placerad mellan en del av restaurangen som var dyrare med à la carte-meny och en enklare del med barmeny. Detta avspeglade sig också i huvudpersonernas kläder med Tage Danielsson i smoking och Hans Alfredson i enklare kavaj.
Revyn innehöll flera nummer som blivit klassiska, som dialogen "På jobbet" (Roger Mooooooore), Danielssons "Elektricitetsvisan" och sångerna "Blå Stetsonhatt" och "Öl".
Före revyn serverades mat och efteråt blev det dans, där Alfredson och Danielsson bjöd upp damerna.Revyn regisserades av Gösta Ekman.